# Équipe de Tchétchénie de football
Maillots
L'équipe de Tchétchénie de football (en tchétchène : Нохчийн Республикин Футболан Федерации/Noxçiyn Respublikin Futbolan Federacii) est une sélection de joueurs professionnels de Tchétchénie. Elle fut membre de la NF-Board de 2003 à 2013 mais n'a jamais participé à la Viva World Cup. Elle est membre de l'UNPO, elle termine deuxième de la Coupe UNPO 2005.

## Parcours dans les compétitions internationales
Coupe UNPO
| Année | Position | Match | Victoire | Nul | Défaite | but marqué | but encaissé |
| ----- | -------- | ----- | -------- | --- | ------- | ---------- | ------------ |
| 2005, | 2e       | 2     | 0        | 1   | 1       | 3          | 5            |

## Rencontres

### Matches internationaux
Le tableau suivant liste les rencontres de l'Équipe de Tchétchénie de football
| No | Date            | Lieu                | Score  | Adversaire      | Compétition |
| -- | --------------- | ------------------- | ------ | --------------- | ----------- |
| 1  | 3 mars 2005     | France              | 0 - 14 | Occitanie       | Amical      |
| 2  | 23 juin 2005    | La Haye, Pays-Bas   | 2 - 2  | Ambazonie       | Coupe UNPO  |
| 3  | 23 juin 2005    | La Haye, Pays-Bas   | 1 - 3  | Moluques du Sud | Coupe UNPO  |
| 4  | 18 février 2006 | Cap-d'Ail, France   | 1 - 13 | Monaco          | Amical      |
| 5  | 4 octobre 2014  | Soukhoumi, Abkhazie | 0 - 1  | Abkhazie        | Amical      |

### Équipe rencontrées
| Adversaire      | Joués | Victoires | Matchs nuls | Défaites | Buts pour | Buts contre |
| --------------- | ----- | --------- | ----------- | -------- | --------- | ----------- |
| Occitanie       | 1     | 0         | 0           | 1        | 0         | 14          |
| Monaco          | 1     | 0         | 0           | 1        | 1         | 13          |
| Ambazonie       | 1     | 0         | 1           | 0        | 2         | 2           |
| Moluques du Sud | 1     | 0         | 0           | 1        | 1         | 3           |
| Abkhazie        | 1     | 0         | 0           | 1        | 0         | 1           |
| Total           | 5     | 0         | 1           | 4        | 4         | 33          |

## Sélectionneur
| Sélectionneur   | Période   | Matchs | Gagnés | Nuls | Perdus | Gagnés % |
| --------------- | --------- | ------ | ------ | ---- | ------ | -------- |
| Andi Guitchkaev | 2005-2006 | 4      | 0      | 1    | 3      | 0        |